# Nani Jansen Reventlow

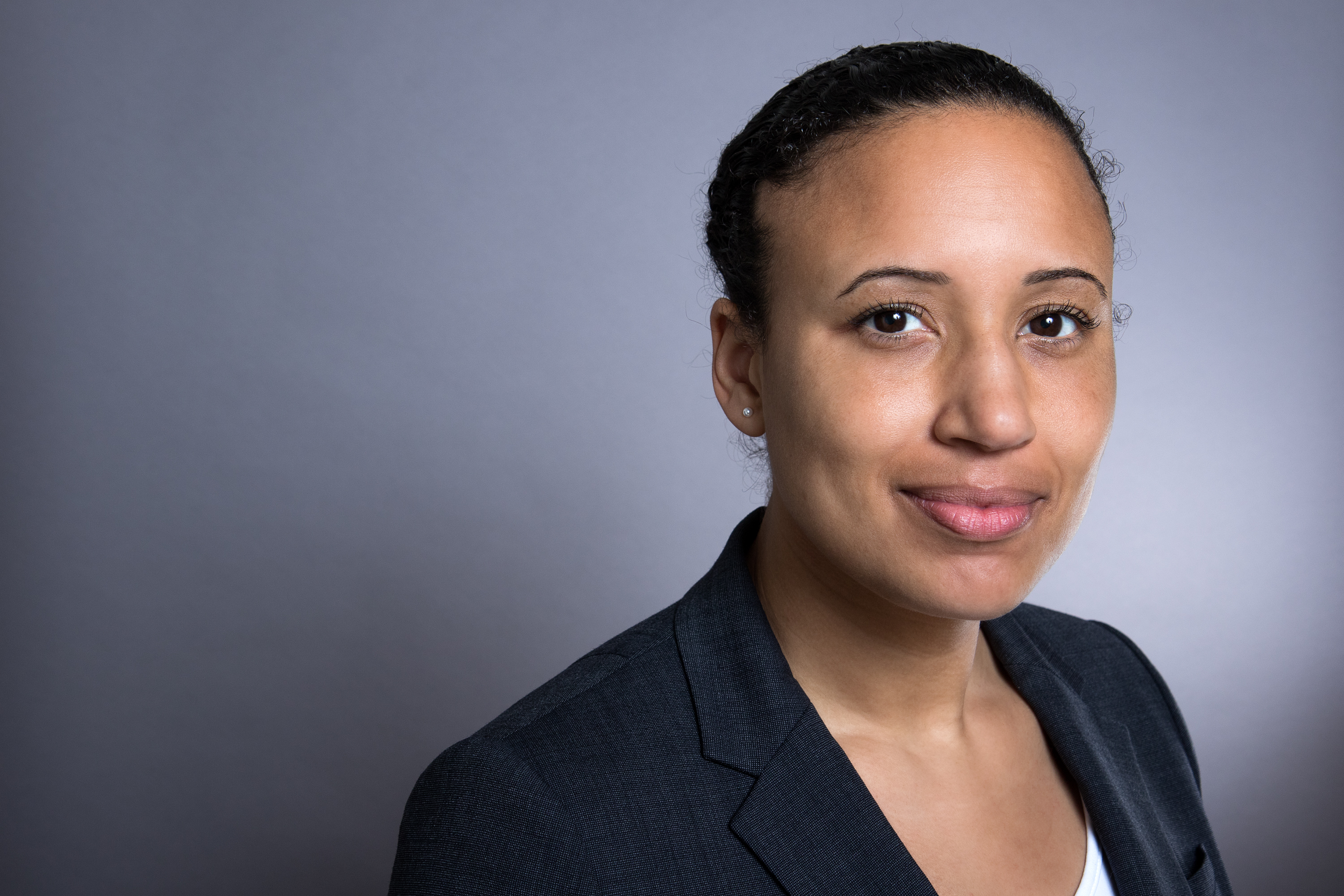
Nani Jansen Reventlow door Tetsuro Miyazaki (2016)

Yakaré-Oulé (Nani) Jansen Reventlow is een Nederlandse mensenrechtenadvocaat gespecialiseerd in strategisch procederen en vrijheid van meningsuiting. In 2018 richtte ze het Digital Freedom Fund in Berlijn op waarvan ze tot en met december 2021 directeur was. Daarnaast is ze een zogenaamde 'Associate Tenant' bij Doughty Street Chambers in Londen, een advocatencollectief dat onder meer gespecialiseerd is in mensenrechten en internationaal recht. Ze is als docent verbonden aan de Columbia Law School van de Columbia-universiteit en aan de Blavatnik School of Government van de Universiteit van Oxford. Zij ontving enkele internationale onderscheidingen voor haar werk.

## Loopbaan
Jansen Reventlow studeerde in 2005 af aan de Universiteit van Amsterdam in burgerlijk recht en internationaal publiekrecht, en in 2006 aan Columbia Law School van de Columbia-universiteit in mensenrechten en humanitair recht. Van 2007 tot 2011 werkte ze als (Senior) Associate bij het Nederlandse advocatenkantoor De Brauw Blackstone Westbroek.
Van 2011 tot 2016 werkte ze bij het Media Legal Defence Initiative in Londen, waar ze onder andere als legal director toezicht hield op de procesvoering van de organisatie. Dankzij haar pleidooien bij onder meer het Europees Hof voor de Rechten van de Mens, het Afrikaans Hof voor de Rechten van Mens en Volkeren, het Oost Afrikaans Hof van Justitie en het Mensenrechtencomité van de Verenigde Naties werden verschillende landen gedwongen hun wetgeving aan te passen en voorzichtiger om te springen met de vrije meningsuiting.
Van 2016 tot 2017 was Jansen Reventlow 'fellow' aan het Berkman Klein Center for Internet & Society aan de Harvard-universiteit. Hier initieerde ze het project 'Catalysts for Collaboration', dat faciliteert dat experts vanuit verschillende disciplines beter kunnen samenwerken aan een vrij, open internet. Sinds 2016 is ze adviseur van de Cyberlaw Clinic van Harvard University.
In juni 2020 was Nani Jansen Reventlow een van de drie kandidaten voor de positie van Speciale VN-rapporteur voor de Vrijheid van Meningsuiting, naast onder andere Irene Khan, Fatou Jagne Senghore en Agostina del Campo. Irene Khan werd benoemd.

## Prijzen
- 2020 - Harvard Law School - 'Women Inspiring Change' honouree[8]
- 2018 - Oxford Internet Institute - Internet & Society Award[9]
- 2015 - Law Society's Excellence Award for Human Rights Lawyer of the Year (shortlist)
- 2015 - met het Media Legal Defence Initiative: Columbia-universiteit - Global Freedom of Expression Prize for Excellence in Legal Services[10]